# Good Time (Lied)
Good Time ist ein Lied von Carly Rae Jepsen und Owl City aus dem Jahr 2012.

## Hintergrund und Veröffentlichung
Am 14. Juni 2012 gab Adam Young (Owl City) über Twitter bekannt, dass er mit Carly Rae Jepsen an einem neuen Titel kooperieren werde und behauptete, dass er am 26. Juni 2012 erscheinen würde. Am 20. Juni 2012 veröffentlichte er die Single "Good Time" über seinen SoundCloud-Account. Die Erstveröffentlichung erfolgte schließlich einen Tag zuvor am 25. Juni 2012 als digitaler Promo-Tonträger bei Interscope Records und Republic Records. Am Folgetag erschien es schließlich als offizielle Single. Diese erschien als digitaler Einzeltrack. Am 17. August 2012 erschien das Lied als Teil von Owl Citys fünftem Studioalbum The Midsummer Station und am 14. September 2012 als Teil von Jepsens zweitem Studioalbum Kiss.

## Musikvideo

### Hintergrund
Das Musikvideo wurde von Declan Whitebloom inszeniert. Young twitterte am 24. Juli 2012 einen Link zum Video. Die meisten Szenen wurden am Silver Mine Lake im Harriman State Park in New York sowie in New York City gedreht. Das Video enthält Produktplatzierungen, unter anderem von Beats Electronics, Casio und Fiat.

### Synopsis
Das Musikvideo beginnt damit, dass Jepsen an ihrem Fiat 500 vor einer Wohnung wartet, als ihre Freunde herauskommen und sich ihr anschließen. Sie fahren dann weg vom Dunst von New York City. Während der Fahrt wechselt das Video zwischen Aufnahmen von Jepsen und Young mit seiner eigenen Gruppe in einem Mercury Cougar, während sie eine Waldstraße entlang fahren. Sie treffen sich schließlich in einem kleinen kabinenartigen Gebäude und trinken Slushies. Als Jepsens Vers beginnt, wird sie gezeigt, wie sie durch den Wald geht, während andere Aufnahmen des Restes der Gruppe zu einem Campingplatz gehen und kommen. Sobald der Haken und der Chor anfangen, sieht man Young an einem See, zusammen mit anderen Aufnahmen von Jepsen und dem Rest der Gruppe. Wenn der Himmel dunkler wird, tanzen sie um ein Lagerfeuer herum. Das Video endet mit Aufnahmen der Gruppe, die durch die Nacht tanzt und feiert.

## Rezensionen
Der Song hat positive Kritiken von Kritikern erhalten, darunter auch Billboard: Es macht nur Sinn, dass er sich mit Jepsen gesellt hat ... [auf] einem Track, der für den Rest des Sommers zu einem Radiosender werden könnte und Entertainment Weekly: "Good Time" fällt leichter als eine gefrorene Margarita in einer Tiki-Bar am Strand. Auf seiner Website The Re-View bezeichnete der britische Kritiker Nick Bassett das Lied als ein erhebendes Pop-Duett, das definitiv sicherstellen wird, dass sich keiner der Künstler mit einem One-Hit-Wonder-Tag zufriedengeben muss.

## Kommerzieller Erfolg

### Chartplatzierungen
In den Vereinigten Staaten debütierte das Lied am 4. Juli 2012 auf Platz 18 auf der Billboard Hot 100. Seine beste Platzierung erreichte es mit Rang acht am 15. September 2012. Für Jepsen ist es nach Call Me Maybe und für Owl City nach Fireflies je der zweite Top-10-Hit in den Vereinigten Staaten.
| ChartsChartplatzierungen       | Höchstplatzierung | Wochen |
| ------------------------------ | ----------------- | ------ |
| Deutschland (GfK)              | 11 (23 Wo.)       | 23     |
| Kanada (MC)                    | 3 (30 Wo.)        | 30     |
| Österreich (Ö3)                | 4 (21 Wo.)        | 21     |
| Schweiz (IFPI)                 | 4 (23 Wo.)        | 23     |
| Vereinigte Staaten (Billboard) | 8 (24 Wo.)        | 24     |
| Vereinigtes Königreich (OCC)   | 5 (20 Wo.)        | 20     |

| ChartsJahrescharts (2012)      | Platzierung |
| ------------------------------ | ----------- |
| Deutschland (GfK)              | 66          |
| Österreich (Ö3)                | 67          |
| Schweiz (IFPI)                 | 56          |
| Vereinigte Staaten (Billboard) | 38          |
| Vereinigtes Königreich (OCC)   | 68          |

### Auszeichnungen für Musikverkäufe
| Land/Region                  | Auszeichnungen für Musikverkäufe (Land/Region, Auszeichnung, Verkäufe) | Verkäufe  |
| ---------------------------- | ---------------------------------------------------------------------- | --------- |
| Australien (ARIA)            | 5× Platin                                                              | 350.000   |
| Belgien (BRMA)               | Gold                                                                   | 15.000    |
| Brasilien (PMB)              | Platin                                                                 | 60.000    |
| Deutschland (BVMI)           | Gold                                                                   | 150.000   |
| Italien (FIMI)               | Platin                                                                 | 50.000    |
| Japan (RIAJ)                 | 2× Platin                                                              | 500.000   |
| Neuseeland (RMNZ)            | 2× Platin                                                              | 30.000    |
| Vereinigte Staaten (RIAA)    | 2× Platin                                                              | 2.249.000 |
| Vereinigtes Königreich (BPI) | Platin                                                                 | 600.000   |
| Insgesamt                    | 2× Gold · 14× Platin ·                                                 | 4.004.000 |

### Auszeichnungen für Musikstreaming
| Land/Region     | Auszeichnungen für Musikverkäufe (Land/Region, Auszeichnung, Verkäufe) | Verkäufe    |
| --------------- | ---------------------------------------------------------------------- | ----------- |
| Dänemark (IFPI) | 2× Platin                                                              | 3.600.000   |
| Japan (RIAJ)    | Platin                                                                 | 100.000.000 |
| Insgesamt       | 3× Platin ·                                                            | 103.600.000 |